# Solectria Force
Solectria Force – elektryczny samochód osobowy klasy miejskiej produkowany pod amerykańską marką Solectria w latach 1996–1997.

## Historia i opis modelu

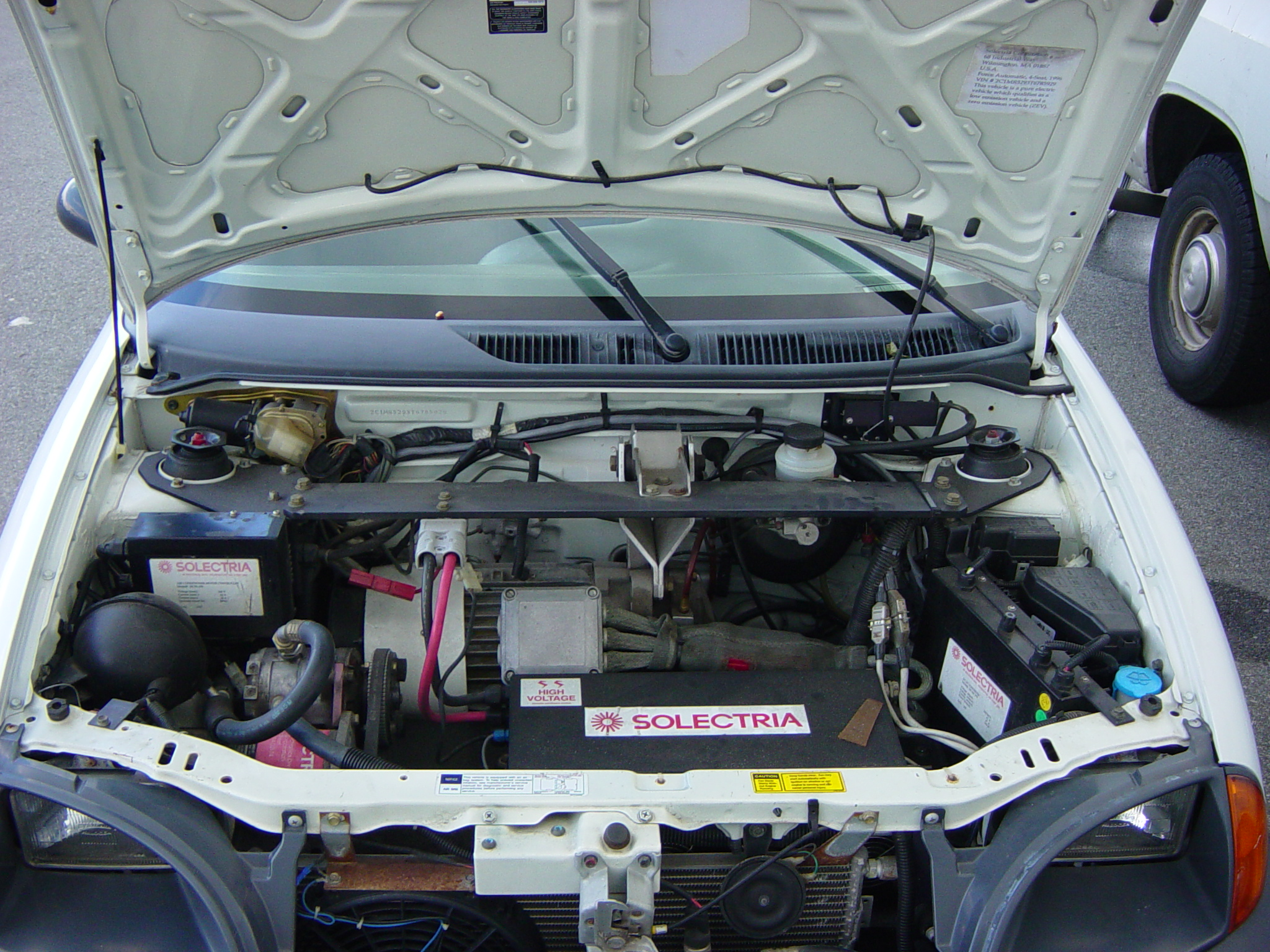
Solectria Force - układ napędowy

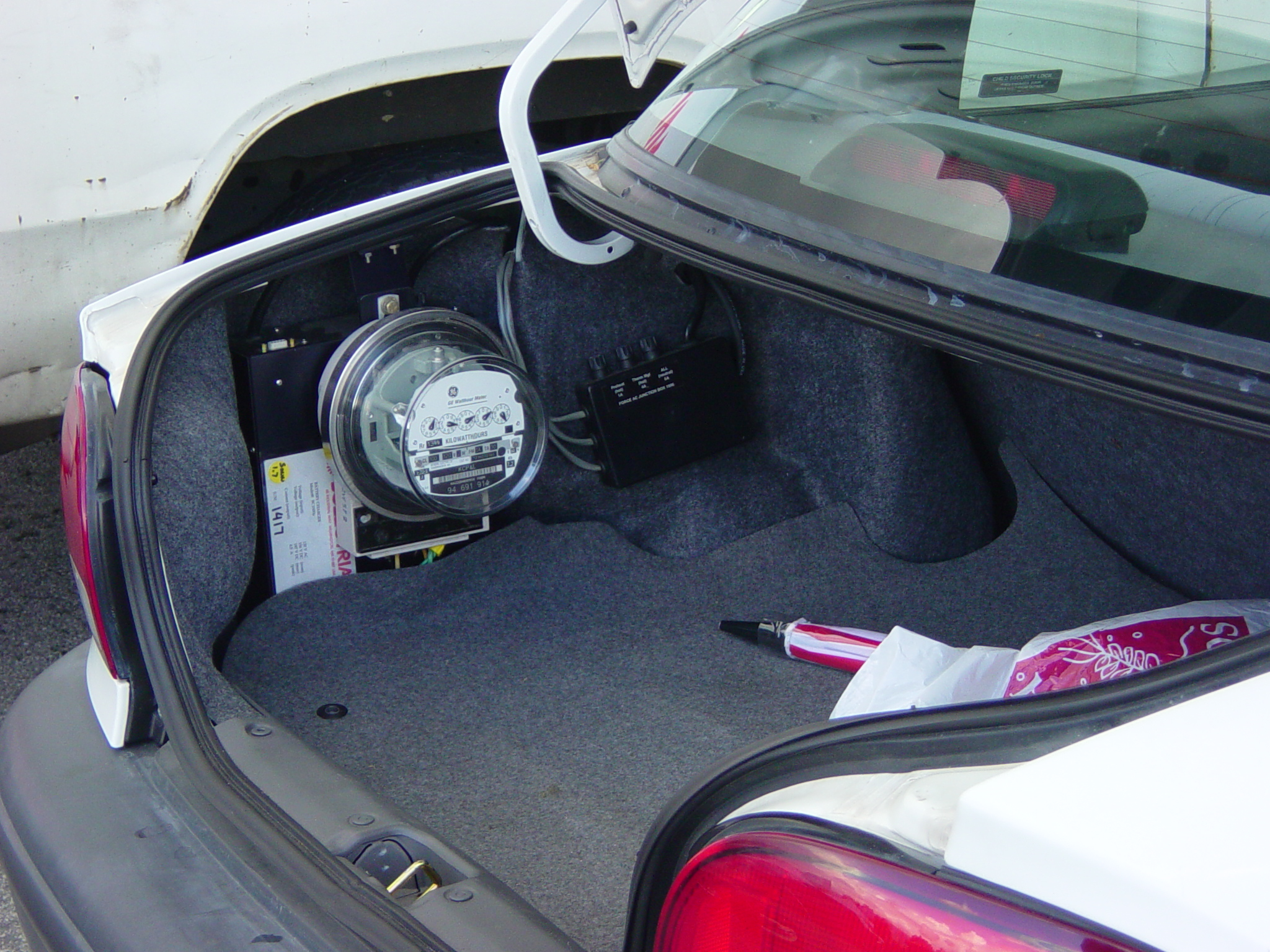
Solectria Force - przedział bagażowy

Samochód elektryczny Solectria Force powstał w oparciu o wersję sedan samochodu Geo Metro, popularnego w Stanach Zjednoczonych samochodu subkompaktowego, produkowanego w latach 1989–2001 w Kanadzie. Solectria Corporation zbudowała około 400 samochodów Solectria Force. Niektóre auta były zamawiane przez firmy, np. North Jersey District Water Supply Commission, albo przez władze miast, np. Morristown, New Jersey.

### Wygląd
Solectria Force to czterodrzwiowy, czteromiejscowy sedan, o opływowej linii nadwozia, z charakterystycznym, dość wysokim dachem, a także dużą ilością przeszkleń. Aerodynamiczna sylwetka sprawiła, że pojazd przez wiele lat wyglądał nowocześnie. Napęd był przekazywany na przednią oś, za pośrednictwem pięciobiegowej skrzyni manualnej. Pojazd był wykończony zgodnie ze standardem ówczesnych aut klasy B, z dominującą ilością twardego tworzywa. Standardowe wyposażenie obejmowało hamulce tarczowe, dwie przednie poduszki powietrzne, elektryczne ogrzewanie kabiny oraz radioodtwarzacz z głośnikami.

### Dane techniczne
Solectria Corporation wyposażyła Geo Metro w nowy napęd, źródła zasilania, nowe systemy kontroli i sterowania, a także ładowania baterii. Samochód elektryczny Solectria Force był napędzany przez trójfazowy, indukcyjny silnik elektryczny na prąd zmienny o mocy 56 KM.
Napęd był przekazywany na koła za pośrednictwem jednobiegowej przekładni redukcyjnej.Źródłem zasilania było 13 akumulatorów niklowo – kadmowych 13,2EV85, produkowanych przez firmę GM Ovonic. Łącznie ważyły one 254 kilogramy. Napięcie znamionowe modułu wynosiło 13,2 V. Napięcie znamionowe systemu 185 V, a pojemność znamionowa 85 Ah.
Pojazd został wyposażony w ładowarkę Solectria 3 kW o napięciu wejściowym 208 – 240 VAC.Czas ładowania do pełna ze standardowego gniazdka wynosił 8 godzin i 57 minut. Maksymalny zasięg, jaki osiągał samochód przy naładowanych do pełna akumulatorach, to 70 kilometrów. Auto rozpędzało się do prędkości 50 mph (ok. 80 km/h) w 18,3 sekundy. Ładowność samochodu wynosiła 204 kg.